# Eurata polonia
Eurata polonia är en fjärilsart som beskrevs av Orfila 1931. Eurata polonia ingår i släktet Eurata och familjen björnspinnare. Inga underarter finns listade i Catalogue of Life.